# Kanonîțke, Bar
Kanonîțke (în ucraineană Каноницьке) este un sat în comuna Voinașivka din raionul Bar, regiunea Vinnița, Ucraina.

## Demografie
Componența lingvistică a localității Kanonîțke
     Ucraineană (99,17%)
     Alte limbi (0,83%)
Conform recensământului din 2001, majoritatea populației localității Kanonîțke era vorbitoare de ucraineană (99,17%), existând în minoritate și vorbitori de alte limbi.